# Granada Hills
Granada Hills est un quartier de la ville de Los Angeles en Californie situé dans la vallée de San Fernando.